# Zmienna metasyntaktyczna
Zmienna metasyntaktyczna – zwyczajowa nazwa zmiennej używana w przykładach programistycznych, np. foo lub bar.

## Opis zmiennej
Zmienna foo jest ogólnie przyjętym przykładem. Użycie zmiennych metasyntaktycznych bywa pomocą dla programisty, który nie jest zmuszony wymyślać logicznej nazwy zmiennej dla danej dyskusji.
Zmienne metasyntaktyczne zwane są tak z kilku powodów:
1. są zmiennymi w metajęzyku używanym do dyskusji nt. programowania etc. (pseudokod);
2. są zmiennymi, których wartości są często używane jako zmienne („wartość f (foo, bar) jest równa sumie foo i bar”).

Jakkolwiek prawdopodobne jest, że prawdziwym powodem powstania takiego terminu jest jego chwytliwe (tj. fachowe do przesady) brzmienie: nazwa zmienna metasyntaktyczna należy do żargonu komputerowego.

## Przykłady

### FooiBar
Foo jest najczęściej używaną nazwą zmiennej. Czasem jest łączona z bar (tworząc foobar).
Może to sugerować etymologię słowa foo z żargonu II wojny światowej jako akronimu fucked/fouled up beyond all recognition. Słowo foo było również użyte jako bezsensowny zwrot w surrealistycznym komiksie Smokey Stover, popularnym w czterdziestych i pięćdziesiątych w USA. Etymologię słowa definiuje dokument RFC 3092.

### SpamiEggs
Spam i eggs są kanonicznymi zmiennymi metasyntaktycznymi używanymi w Pythonie. Nawiązują one do słynnego skeczu Latającego Cyrku Monty Pythona (zobacz też: spam).

### Needleihaystack
Często w funkcjach wyszukujących poszukiwany wzór nazywany jest needle (igła), a przeszukiwany zbiór haystack (stóg siana), co ma odnosić się do idiomu szukać igły w stogu siana. Konwencja ta jest powszechnie używana w oficjalnej dokumentacji języka PHP.